# Estranhamento
Estranhamento ou ostranenie (остранение) foi um termo utilizado pelo formalista russo Viktor Chklovski em seu trabalho “Iskusstvo kak priem” (“A Arte como processo”) ou  ("A Arte com procedimento"), publicado pela primeira vez em Poetika (1917). Este artigo está publicado em português na coletânea Teoria da literatura: formalistas russos (Porto Alegre, 1971; São Paulo, 2013) e em Todorov (Lisboa, 1999).
O conceito nasce das discussões entre os formalistas russos com as idéias do crítico ucraniano Aleksandr Potebnia ou Oleksander Potebnia (1835–91) sobre a função da arte na sociedade e a mimesis. Potebnia afirmava que “As imagens não têm outra função senão permitir agrupar objetos e acções heterogéneas e explicar o desconhecido pelo conhecido”. Segundo o Poetbnia a arte apresentava o desconhecido como referência da natureza conhecida pelo homem (in Chklovski em “A arte como processo”, em Teoria da Literatura I: Textos dos Formalistas Russos apresentados por Tzvetan Todorov, Edições 70, Lisboa, 1999, p.75).
Para Chklovski, ao contrário, “A finalidade da arte é dar uma sensação do objecto como visão e não como reconhecimento; o processo da arte é o processo de singularização ostranenie - (estranhamento) dos objectos e o processo que consiste em obscurecer a forma, em aumentar a dificuldade e a duração da percepção. O acto de percepção em arte é um fim em si e deve ser prolongado; a arte é um meio de sentir o devir do objecto, aquilo que já se ‘tornou’ não interessa à arte.” (ibid., p.82). 
O estranhamento para Chklovski seria então o efeito criado pela obra de arte literária para nos distanciar (ou estranhar) em relação ao modo comum como apreendemos o mundo e a própria arte, o que nos permitiria entrar numa dimensão nova, só visível pelo olhar estético ou artístico.
Conforme esclarece Carlos Ceia, O termo é de difícil tradução: a palavra original, ostranenie, não existe na língua russa (quer como substantivo, ostranenie, quer como verbo, ostranit’; a palavra russa para “estranhar” é otstranit). Maiores detalhes sobre o termo russo podem ser acompanhados na introdução de Gerald L. Burns a Theory of Prose (Dalkey Archive Press, Illinois, 1998).

## Problemas de tradução
A tradução do termo ostranenie, para o português ou para o inglês tem sido escolhida como singularização ou desfamiliarização (defamiliarization) e estranhamento (estrangement). 
A tradutora portuguesa (Isabel Pascoal) opta pelo termo “singularização”, mas este é limitador. Burns considera o termo desfamiliarização (introduzido por Lee T. Lemon e Marion J. Reis em inglês, na publicação Russian Formalist Criticism, 1965) também incorreto, porque a acepção que Chklovski pretendia era precisamente a de um efeito contrário a uma desfamiliarização.
Burns firma que "ao contrário, o seu significado procede do que é cognitivamente conhecido (a linguagem das ciências), as regras e fórmulas que sobressaem da procura de uma economia do esforço mental, pela familiaridade conhecida, ou seja, ao real conhecimento que expande e 'complica' nosso processo perceptivo pelo rico uso de metáforas, similares e múltiplas figuras de linguagem da fala". ("on the contrary, it proceeds from the cognitively known (the language of science), the rules and formulas that arise from a search for an economy of mental effort, to the familiarity known, that is, to real knowledge that expands and ‘complicates’ our perceptual process in rich use of metaphors, similes and a host of other figures of speech.” (ibid., p.xix). 
Burns apresenta como alternativa, na língua inglesa, o neologismo enstrangement, também intraduzível ao português, parecendo mais apropriada a forma portuguesa “estranhamento”.
O termo de Chklovski está próximo do conceito de desautomatização proposto por Mukarovskýy e também não distante do conceito de efeito de des-alienação V-effekt, que mais tarde Bertolt Brecht vai propor.
Este conceito não era totalmente novo pois os poetas românticos ingleses (Coleridge, Biographia Literaria, 1817), faz o elogio da poesia de Wordsworth chamando a atenção para uma capacidade especial do poeta enquanto criador único de um discurso único (The Defense of Poetry - 1840). 
O estranhamento é essa forma singular de ver e apreender o mundo e aquilo que o constitui, visão que a literatura e a arte alargam, porque desafia e transforma as idéias pré-concebidas sobre o mundo e sobre as próprias formas da Arte.